# Křen selský
Křen selský (Armoracia rusticana nebo dříve Cochlearia armoracia) je rostlina z čeledi brukvovitých (Brassicaceae) pěstovaná pro svůj silně aromatický kořen, který se používá jako koření, zelenina či léčivý prostředek.

## Popis
Křen je nejštiplavějším kořením ze všech brukvovitých, s nimiž je také botanicky spřízněn a k nimž patří hořčice setá (bílá hořčice), brukev černá (černá hořčice), brukev sítinovitá (hořčice sareptská), řeřicha setá, ředkev setá, vodnice a ředkvička. Proto byl původně klasifikován i jako ředkev setá, hořčice, penízek, potočnice, rukev či lžičník. Starověké prameny nejasně rozlišují mezi různými druhy.

## Původ
Pochází pravděpodobně z jihovýchodní Evropy a západní Asie (jihovýchodní Ukrajina) a do střední Evropy ho přinesli Slované v době stěhování národů (archeologické nálezy sahají ale až do 2. století). Nejstarší zmínka o křenu patří Hildegardě z Bingenu (Liber simplicis medicinae/Physica 1151–1158: Merrich calida est; et cum in Martio omnes herbae virescunt, tunc etiam merrich mollescit, sed tamen per breve tempus, et tunc comesta sanis et fortibus hominibus bona est, quoniam viriditatem bonorum humorum in eis confortat. ... Merredich ... – nyní německy Meerrettich (při popisu původu tohoto slova bývá někdy chybně používán překlad „mořská ředkev“, zatímco slovo pochází ze starohornoněmeckého mer–ratih, tj. nejspíše z latiny maior radix („větší kořen“), tj. Meer ve slově Meerrettich neznamená „moře“ ale původ slova je „mehr“ neboli „více“) a poté ho dál pravděpodobně šířili cisterciáci (u Bamberku, Štýrského Hradce či například Sedlecký klášter pod který spadal Malín) jako léčivou rostlinu (např. v Polsku). V českých zemích je pěstován již od 12. století (malínský křen) a šlechtěn od 17. století (kdy se původní křen geneticky zvrhl v „černák“ a začal se zde pěstovat „hradák“ z Hradce Králové). Dnes je rozšířen po celém světě a často zplaňuje na písčitých lokalitách podél rybníků a vodních toků. Ještě dnes je nazýván jako „chren“ v jidiš. Byl pravděpodobně jednou z „hořkých bylin“ (součástí Seder od středověku – 13. století), které pojídají Židé během slavnostní hostiny zvané pesach („židovské Velikonoce“) a symbolizuje hořkost otroctví v Egyptě (před rokem 1500 př. n. l.). Ve Slovinsku ještě nyní o Velikonocích křen symbolizuje hřebíky a hořkost utrpení Ježíše Krista . Možná je znám i z maleb v Pompejích (spíše jde ale o Raphanus sativus).
Řecká mytologie uvádí, že má cenu zlata.

## Etymologie
Slovo „křen“ pochází ze staroslovanského „chreň“, slovanského „chrěn“ (v jiných slovanských jazycích nyní jako např. „chren“, „hren“ či „ren“), staročeského „chřěn“, kde slovanská náslovná skupina chr- byla přejata německým hláskovým systémem jako kr- (der Kren). Slovo „kren“ (či „chren“) se vyskytuje i v 5. století zaniklé ilyrštině. Řecky se řekne „χρένο“ a starořecky „κεράϊν“. Zajímavou shodou je Rennes (srbsky Ren), hlavní město Bretaně (Cochlearia armoracia se ve Francii označuje také jako cranson armoricain, cranson de Bretagne, kde roste), která byla dříve nazývána Armorica (názvu odvozeného od blízkosti moře).

## Pěstování
Křen je vytrvalá rostlina s mohutným kůlovým kořenem. Množíme ho výhradně vegetativně řízky (velmi podobný křen velkoplodý (Armoracia macrocarpa) má více semen a množí se převážně semeny) z postranních kořenů asi 1 cm silných a 25 cm dlouhých, které vysazujeme do řádků na vzdálenost asi 60 cm šikmo tak, aby spodní konec sazenice byl asi 15 cm pod povrchem půdy. Aby se rostliny nevysilovaly tvorbou plodů, odřezáváme hroznovitá květenství vyrůstající do výše až 150 cm. Kořeny sklízíme druhým až třetím rokem na podzim nebo na jaře a ukládáme do bedniček s pískem do chladného sklepa, aby nevysychaly.

## Obsah vitamínů a minerálních látek
Křen je velmi bohatý zdroj vitaminu C, provitamínů A – karotenů, minerálů (železo, hořčík,draslík, vápník a fosfor), antibakteriálních a fytoncidních látek.
Ze 100 g křenu získá naše tělo 50 mg vitamínu C. Obsahuje také hořčičné silice, glykosidy (glukosinoláty sinigrin, glukonasturtin, glukocochlearin), sinapin.

## Použití
- Gastronomie – ke kořenění používáme čerstvý, jemně nastrouhaný kořen. Velmi oblíbená je hustá studená omáčka, připravená z nastrouhaného křenu, soli a octa, s přísadou nastrouhaných jablek, cukru a hovězího vývaru zvaná jablkový křen. Používá se jako příloha k vařenému masu, spolu s brusinkami a smetanou pak ke zvěřině. Samotný nastrouhaný křen se výtečně hodí k teplým uzeninám a vepřovému ovaru namísto hořčice. Zvláštní pochoutkou je křen smíchaný se šlehačkou a strouhanými ořechy jako příloha k vařené teplé či studené šunce. Používá se rovněž k přípravě křenové hořčice. Nakrájený na příčná kolečka s tymiánem, nakládanou okurkou a červenou řepou se hodí do salátů. Nastrouhaný křen i hotové křenové omáčky můžeme uchovávat v uzavřených nádobách v lednici i 14 dní, zachovají si svou chuť a nekazí se vzhledem k obsahu fytoncidních látek.

- Lidové léčitelství – léčivé účinky křenu jsou známé již od starověku, kde se používal zejména „zevně“ na obtížně hojitelné rány, omrzliny a k léčbě kloubů postižených revmatizmem. K obkladům lze používat buď čerstvé listy, nebo tzv. křenové placky (1 díl nastrouhaného křenu, 5 dílů mouky a 1 díl tuku), které přiložíme na postižené místo; toto se během půl hodiny prokrví a bolesti poleví. „Vnitřně“ křen již v malých dávkách povzbuzuje chuť k jídlu a celkově i činnost trávicího systému, usnadňuje odkašlávání, léčí záněty dýchacích cest a má mírný močopudný účinek. Křen se doporučuje užívat pravidelně nejen kvůli vysokému obsahu vitamínu C, ale taktéž i působí preventivně proti chorobám způsobeným bakteriemi, viry, houbami a prvoky. Používá se jako podpůrný prostředek při léčbě žloutenek, zánětů jater a vleklých infekcí močových cest i střev. Při léčbě je výhodné křen kombinovat s česnekem, event. z důvodů lepší snášenlivosti utřít na kašičku s medem, který svými léčivými účinky příznivě doplňuje uvedený křen.

Pro obsah vitamínu C byl vedle dalších rostlin (například podobný lžičník lékařský) používán námořníky proti kurdějím. Petr I. Veliký přikázal, aby vodka, do které se přidává křen (nyní zvaná хреновуха), byla dostupná v množství 5 věrtelů (přibližně 1000 litrů) v daných místech po celé zemi jako lék.

## Galerie

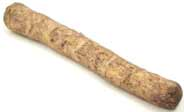
Kořen křenu
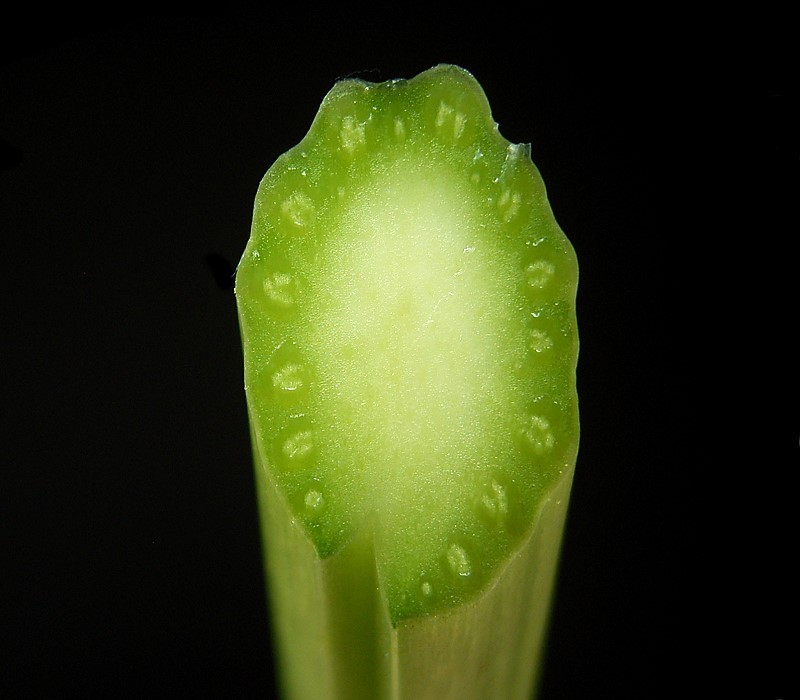
Příčný řez řapíkem
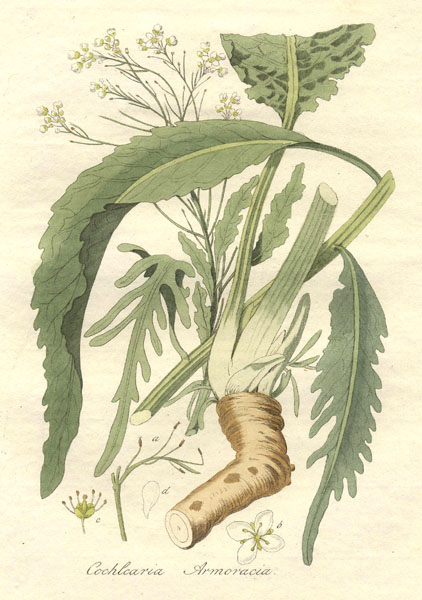
Ilustrace